# Ka
Entre os antigos Egípcios, o Ka designava uma espécie de alma que acreditavam que existia, tanto nos homens, como nos deuses.
O conceito em si é difícil de trasladar hoje para qualquer outra língua viva através de uma só palavra. Em português, o termo que melhor o poderá traduzir será talvez o de alma, ressalvando no entanto as devidas distâncias entre a concepção cristã da alma, e a concepção egípcia do Ka.
O Ka pode então ser definido como um princípio ou elemento metafísico, imaterial, invisível, volátil e, de certa forma, metafórico, que permitia assegurar a sobrevivência dos homens neste mundo, e lhes conferia a vida eterna no outro.
Em contra parte ao analisar os fundamentos do Ka e propor uma perspectiva oriental sobre o assunto, vemos que o Ka pode ser comparado ao mana ou seja uma energia mística que pode ser utilizada para fins que vão além da compreensão humana. Por isso deuses possuem apenas Ka pois eles são a própria energia mística, como também descritos em textos os homens possuem um Ba (mitologia egípcia) e um Ka, no entanto os deuses são compostos de um Ba e muitos Kas reforçando a ideia de que essa força mística seria o que os move ou o que os torna deuses, e assim diferentes de nós que somos compostos de um Ba (mitologia egípcia), um Ka, Akh (Ba unido ao Ka após a morte), Sahu, Sekhem, Ab ou Ib e Ren.
Não deve ser confundido com outro princípio ou elemento metafísico egípcio, o ba.